# سباستین دومینگز
سباستین دومینگز (انگلیسی: Sebastián Domínguez؛ زادهٔ ۲۹ ژوئیهٔ ۱۹۸۰) بازیکن فوتبال اهل آرژانتین است.
از باشگاه‌هایی که در آن بازی کرده‌است می‌توان به باشگاه فوتبال استودیانتس، باشگاه فوتبال نیولز اولد بویز، باشگاه فوتبال ولز سارسفیلد، باشگاه فوتبال کورینتیانس، و باشگاه فوتبال آمریکا اشاره کرد.
وی همچنین در تیم ملی فوتبال آرژانتین بازی کرده‌است.